# UKCA 마크

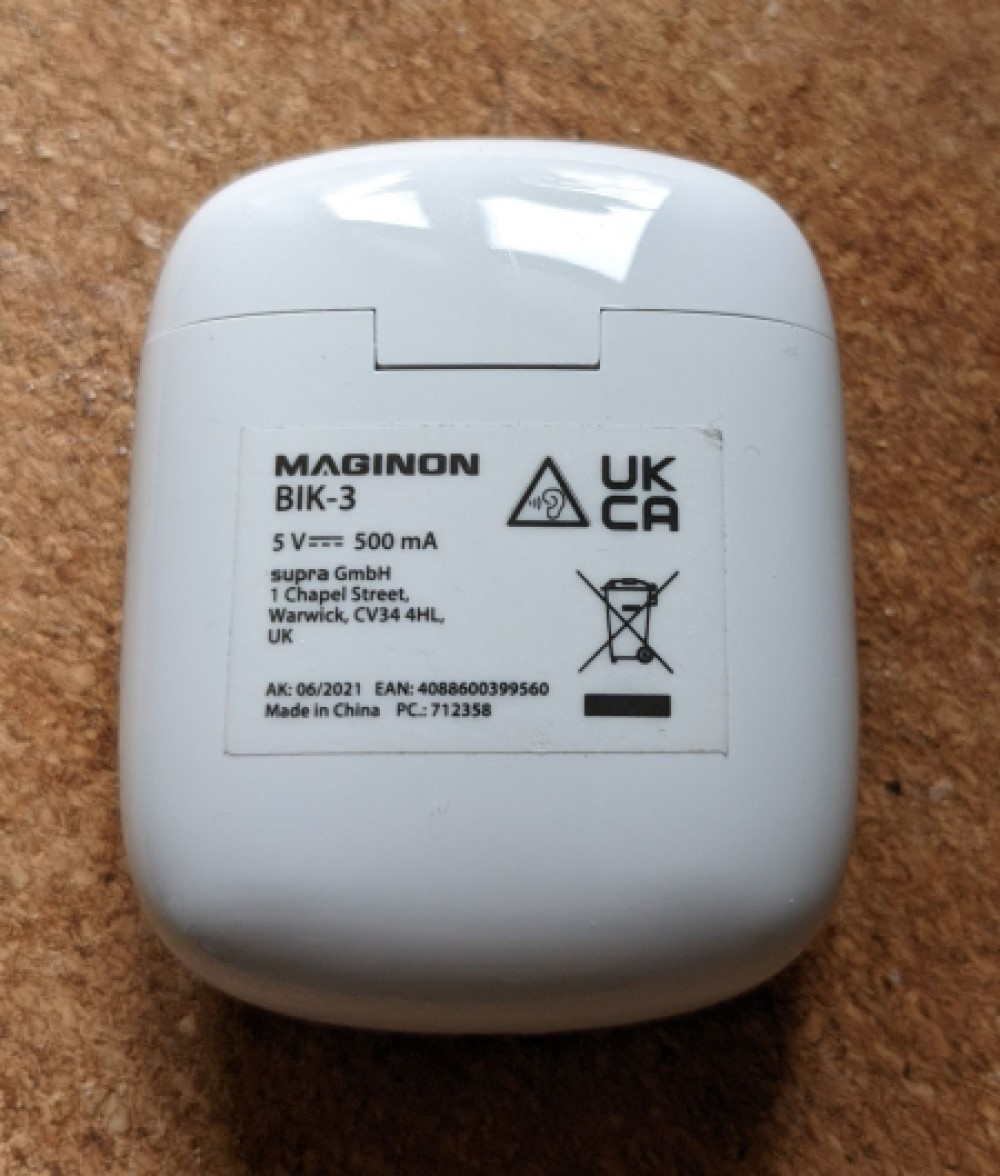
UKCA 인증 마크가 있는 이어버드 케이스

UKCA 마크(UK Conformity Assessed)는 영국 그레이트브리튼 지역 내에서 판매되는 제품이 영국 표준을 준수함을 나타내는 인증 마크이다.
UKCA 마크는 2020년 1월 31일 브렉시트 데이부터 영국 법에서 효력을 발휘했다. 해당 법 조항은 The Product Safety and Metrology etc. (Amendment etc.) (EU Exit) Regulations 2019에 정의되어 있다.
영국 정부에서는 잠재적 노딜 브렉시트를 예상하고 2019년에 UKCA 마크 규정 초안을 발표했지만 이후 철회되었다.
UKCA 마크는 브렉시트 전환 기한이 끝나면서 의무화되었지만 2023년 1월 1일(기존 2022년 1월 1일에서 연장됨)까지는 CE 마크만 있어도 충분하다. UKCA 마크 관련 규정은 초기에는 CE 마크와 유사하지만 2020년 12월 31일 이후에는 달라질 수도 있다.

## 북아일랜드
UKCA 마크는 그레이트브리튼 지역에 판매되는 상품에만 적용된다. 북아일랜드는 북아일랜드 협정 결과로 인하여 유럽 단일 시장의 일부로 남기 때문에 북아일랜드에 출시되는 상품에는 CE 마크가 부착되어 있어야 한다.
영국 적합성 평가 기관에서는 더 이상 EU 시장용 제품에 대한 CE 적합성 평가를 수행할 수 없다. 영국 기관에서 북아일랜드용 제품 적합성 평가를 수행했다면 해당 제품에는 CE와 UKNI 마크가 모두 표시되어야 한다. 하지만 EU로 수출되는 상품에는 UKNI 마크를 부착할 수 없다.
| 상품 종류                          | 허용되는 마크                                                                                              |
| ---------------------------------- | --- |
| 북아일랜드 시장에 출시된 상품      | - CE(EU 적합성 평가 기관에서 인증받는 경우) - CE와 UKNI 병행 표기(영국 적합성 평가 기관에서 인증받는 경우) |
| 영국 시장에 출시된 상품            | - UKCA 또는 CE(2022년 12월 31일까지) - UKCA(2023년 1월 1일부터)                                            |
| 영국 시장에 출시된 북아일랜드 상품 | - CE, 또는 CE와 UKNI 병행 표기                                                                             |
| EEA 시장에 출시된 상품             | - CE. UKCA 마크는 CE 마크와 병행 표기할 수 있지만 UKNI 마크는 EU 시장에 출시되는 상품에 표기할 수 없다.    |

## 특징
UKCA 마크의 세로 길이는 5mm 이상이어야 한다. 마크 크기를 조정해야 할 때에는 종횡비를 유지해야 한다. 규정에 의하면 마크는 쉽게 식별 가능하고 (2023년 1월 1일부터는) 상품에 영구적으로 부착되어 있어야 한다.

## 같이 보기
- REACH
- 유럽 표준화 기구

## 참고 문헌
1. ↑  “Prepare to use the UKCA mark after Brexit”. Department for Business, Energy & Industrial Strategy. 2020년 8월 27일에 원본 문서에서 보존된 문서.
2. 1 2  UK Government. “Using the UKCA marking”. 2021년 8월 25일에 확인함.
3. ↑  “Manufacturers urge government to clarify UK’s new standards regime”. Financial Times. 2020년 7월 20일.
4. ↑  “What Brexit holds for construction equipment manufacturers – The Future Regulatory Landscape”. Construction Equipment Association. 2020년 8월 18일. 2021년 10월 21일에 원본 문서에서 보존된 문서. 2021년 10월 21일에 확인함.
5. ↑  “Placing manufactured goods on the market in Northern Ireland from 1 January 2021”. Department for Business, Energy & Industrial Strategy. In Northern Ireland, EU conformity markings will continue to be used to show that goods meet EU rules after 1 January 2021. For most manufactured goods, this is the CE marking, but there are some other markings for specific products (such as the wheel marking or Pi mark).
6. 1 2  “Using the UKNI marking”. 《GOV.UK》. 2021년 8월 20일에 확인함.